# Hans-Peter Berger (Fußballspieler, 1981)
Hans-Peter Berger (* 28. September 1981 in Salzburg) ist ein österreichischer Fußballspieler. Der Torwart spielt seit Sommer 2020 beim Regionalligisten SV Seekirchen.

## Sportliche Laufbahn

### Verein

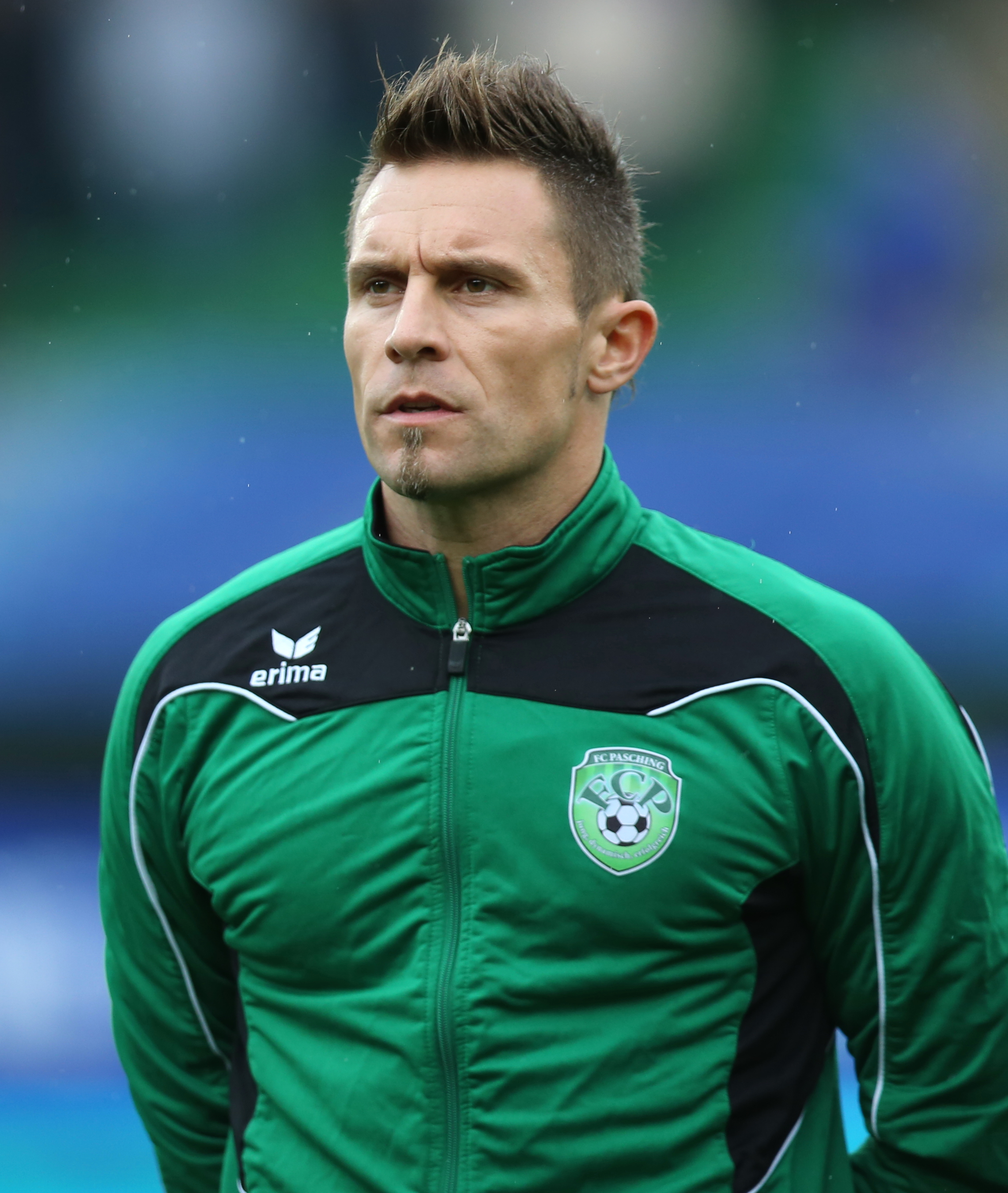
Hans-Peter Berger als Spieler des FC Pasching (2013)

Der gelernte Einzelhandelskaufmann begann mit dem Fußballspiel bereits als Fünfjähriger im Nachwuchs seines Stammvereins FC Salzburg. Mit zwölf Jahren wechselte er 1993 in die Jugendabteilung des Spitzenvereins Austria Salzburg. Trotz zahlreicher Einsätze in den Jugendauswahlen der österreichischen Nationalmannschaft konnte er sich in der ersten Mannschaft des Bundesligisten nicht durchsetzen. Sein Debüt für die zweite Mannschaft des Klubs gab er bereits als 14-Jähriger, als er am 10. August 1996 bei einem 5:1-Heimerfolg über die zweite Mannschaft des FC Tirol im Tor stand. In dieser Saison brachte es der 14- und am Ende 15-Jährige auf 14 Meisterschaftseinsätze, davon 13 in der ersten Saisonhälfte. Auch in den beiden nachfolgenden Spielzeiten 1997/98 und 1998/99 gehörte er der zweiten Mannschaft der Salzburger an.
Nach sechs Jahren in der zweiten Spielstufe bei WSG Wattens, BSV Bad Bleiberg, LASK und SV Ried feierte er mit Ried in der Saison 2004/05 den Meistertitel in der Ersten Liga und den Aufstieg in die Bundesliga. Im Sommer 2008 wechselte der Torhüter vom SV Ried nach Portugal zum Leixões SC. Nach zwei Saisonen auf der iberischen Halbinsel wechselte Hans-Peter Berger in der Sommerpause 2010 zurück nach Österreich zum FC Trenkwalder Admira. Mit den Südstädtern schaffte er als Stammtorwart 2011 den Aufstieg in die Bundesliga. In der Saison 2011/12 verlor er in der Hinrunde seinen Stammplatz an Patrick Tischler, weshalb er im Jänner 2012 seinen Vertrag dort auflöste und einen langfristigen Vertrag bei FC Red Bull Salzburg unterschrieb. Er sollte vorwiegend für die beiden Kooperationsvereine der Salzburger, den USK Anif und den FC Pasching, zum Einsatz kommen und deren Vorhaben, in die Erste Liga aufzusteigen, unterstützen. Nach Auslaufen seines Vertrags bei den Salzburgern, bei denen er selbst nie zum Einsatz gekommen war, wechselte er im Sommer 2014 für eine Saison zum TSV Hartberg. Nach einem halben Jahr ohne Verein wechselte Berger im Februar 2016 zum USK Anif. Im Sommer desselben Jahres wechselte er für eine Saison zum Lokalrivalen SV Grödig. Nach einem Jahr beim SK Altheim folgte der Wechsel zum Salzburger AK 1914, wo er bis zum Sommer 2020 unter Vertrag stand und mit dem Verein den Aufstieg in die Regionalliga West anpeilte und diesen auch schaffte. Nebenbei war er kurzzeitig auch als Torwarttrainer des SAK tätig. Im Sommer 2020 tätigte er seinen Wechsel innerhalb der Liga zum SV Seekirchen, bei dem er seit dem Jahr davor bereits die U-11 trainiert hatte. Bislang (Stand: 7. Februar 2021) wurde Berger noch in keinem Pflichtspiel des Klub eingesetzt; nebenbei trainiert er die U-13-Mannschaft des Vereins.

### Nationalmannschaft
Hans-Peter Berger durchlief sämtliche nationalen Auswahlmannschaften von der U-16 bis zur U-21-Nationalmannschaft. Seinen größten Erfolg feierte der Salzburger bisher mit dem Gewinn des Vize-Europameistertitels bei der U-16-Europameisterschaft 1997 in Deutschland, bei der die Österreicher im Finale dem spanischen Nationalteam erst im Elfmeterschießen unterlagen und er selbst zum besten Torhüter des Turniers gewählt wurde. Mit 75 Auswahlspielen (U-16 bis U-21) ist Berger bis dato (Stand: 2021) österreichischer Rekordjugendnationalspieler.
Am 19. Mai 2011 wurde der Torhüter von Teamchef Didi Constantini erstmals in den Kader der A-Nationalmannschaft berufen.

## Familiäres / Sonstiges
Hans Peter Berger kommt aus einer sportbegeisterten Familie. Bereits sein Vater Hans-Peter Berger sen. spielte jahrelang mit Austria Salzburg in der Bundesliga. Sein Bruder Markus ging als Jugendspieler nach Deutschland und spielte einige Zeit an der Seite seines Bruders. Sein 2009 geborener Sohn Nico spielt seit Sommer 2023 im Nachwuchsbereich des FC Red Bull Salzburg, nachdem er seine Karriere beim SV Seekirchen begonnen hatte.
Im Jahr 2014 gründete er in Obertrum die HPB Torwartakademie.

## Erfolge
- 1 × Österreichischer Vizemeister: 2007
- 2 × Österreichischer Zweitligameister: 2005, 2011
- 1 × Torhüter des Jahres (Bundesliga): 2007
- 3 × Torhüter des Jahres (Erste Liga): 2003, 2004, 2005
- 1 × U-16-Vize-Europameister: 1997
- 1 × ÖFB-Cupsieger: 2012/13